# 470'erne
Århundreder: 4. århundrede – 5. århundrede – 6. århundrede
Årtier: 420'erne 430'erne 440'erne 450'erne 460'erne – 470'erne – 480'erne 490'erne 500'erne 510'erne 520'erne
År: 470 471 472 473 474 475 476 477 478 479